# Rossy de Palma
Pour les articles homonymes, voir Palma.
Rosa García Echave, dite Rossy de Palma, née le 16 septembre 1964 à Palma de Majorque, est une actrice espagnole.

## Biographie
Elle est la fille d'un maçon originaire des Asturies. En 1984, elle crée un groupe de musique pop Peor Impossible (es), avec lequel ils font l'un des tubes de l'été en Espagne. En 1986, elle fait la rencontre de Pedro Almodóvar. Il lui propose d'apparaître dans son prochain film, La Loi du désir (La Ley del deseo), en tant qu'animatrice-télé. Pour ce film, Rossy prête aussi certaines de ses robes pour habiller l'héroïne du film, Tina Quintero, interprétée par Carmen Maura.
Pedro Almodóvar lui propose encore quatre rôles secondaires, faisant d'elle l'une de ses plus célèbres « chicas » (filles) : elle est Marisa, l'amante d'Antonio Banderas, endormie durant quasi toute la durée de Femmes au bord de la crise de nerfs (Mujeres al borde de un ataque de nervios) en 1988 ; la dealeuse vengeresse poursuivant le même Antonio Banderas dans les ruelles de quartier madrilène de Chueca dans Attache-moi ! en 1990 ; Juana, la femme de ménage lesbienne de Kika en 1993 ; et enfin Rosa, sœur de l'héroïne du film qui passe son temps à se disputer avec sa mère dans La Fleur de mon secret (La Flor de mi secreto) en 1995, personnage inspiré de la propre sœur du réalisateur.
Très vite, son physique hors du commun et son autodérision séduisent le monde entier, et si Rossy est toujours fidèle à son pays (Action mutante (1993), Airbag (1997), 20 Centimètres (2005)…), elle tourne à l'étranger dès 1990 : elle côtoie les plus grands dans Prêt-à-porter de Robert Altman (1994), et joue aussi bien aux États-Unis (Talk of Angels (1998), La Fin de l'innocence sexuelle (1999) People, qu'en Italie (Tu la conosci Claudia?, 2004).
On remarque également la présence de Rossy de Palma parmi les mannequins dans le clip Too Funky de George Michael, ou encore dans le clip de Bryan Ferry I Put a Spell on You (1993),
Rossy de Palma a également participé en 2007 à l'album La Mécanique du cœur du groupe de rock français Dionysos en participant à un duo avec Babet.
Elle participe aussi au morceau Calor dans l'album Swing for Modern Clubbing de g-swing.
Elle sort un parfum en 2006 : Eau de Protection, créé sur la base d'une rose (dite ensorcelée), par la maison État Libre d'Orange.
Elle pose seins nus pour le magazine Marie Claire en septembre 2009, dans le cadre d'une campagne d'information sur le cancer du sein.
En février-mars 2011, elle participe à la première saison de l'émission Danse avec les stars sur TF1, aux côtés du danseur Christophe Licata, et termine septième de la compétition.
Elle est également artiste plasticienne, on peut voir ses œuvres dans un portrait filmé, elle expose ses sculptures dans des galeries à Paris et réalise un éventail, L'Œil de la conscience, au profit de la fondation Orphan Aid Africa.
En février 2014, elle annonce qu'elle soutient la candidature de la candidate socialiste, Anne Hidalgo à la Mairie de Paris dans le cadre des élections municipales de fin mars. Elle déclare aux caméras de l'équipe de la candidate que c'est la première fois qu'elle soutient un candidat politique même si elle n'est pas parisienne.
En 2014, elle fait partie du casting de la série espagnole Anclados (es) diffusée en 2015 sur Telecinco.
En 2015, elle fait partie du jury des longs-métrages du festival de Cannes sous la présidence de Joel et Ethan Coen, aux côtés des actrices Sophie Marceau et Sienna Miller ; de la chanteuse Rokia Traoré, de l'acteur Jake Gyllenhaal et des réalisateurs Guillermo del Toro et Xavier Dolan.
La même année, elle tourne dans Julieta, film de son réalisateur fétiche, Pedro Almodóvar.
Du 15 mai au 5 juin 2018, elle est candidate de la première saison de Bailando con las estrellas, la version espagnole de Danse avec les stars.
En septembre 2018, elle est membre du jury du 66e festival de Saint-Sébastien. Elle apparaît sur une chanson de l'album de Rosalía, El mal querer.
En janvier 2019, elle fait partie du jury du 22e Festival international du film de comédie de l'Alpe d'Huez, présidé par Alexandra Lamy.
Du 21 au 31 mars 2019, elle participe à Paris à 12 représentations du spectacle de Jean-Paul Gaultier Fashion Freak Show au théâtre des Folies Bergère, pour lequel elle a également défilé au début de sa carrière.
Elle est également l'une des personnalités à participer au dernier défilé de Jean-Paul Gaultier en janvier 2020 telles Mylène Farmer, Coco Rocha, Amanda Lear, Dita von Teese et Estelle Lefébure,.
En mai 2022, elle est la présidente du jury de la Caméra d’or au Festival de Cannes 2022. Ce jury est composé de la directrice générale de Arri France, Natasza Chroscicki ; le directeur de la photographie français, Jean-Claude Larrieu ; la réalisatrice française, Eléonore Weber ; le journaliste et critique français, Olivier Pélisson ; le réalisateur français, Lucien Jean-Baptiste et l’acteur français Samuel Le Bihan.

## Vie privée

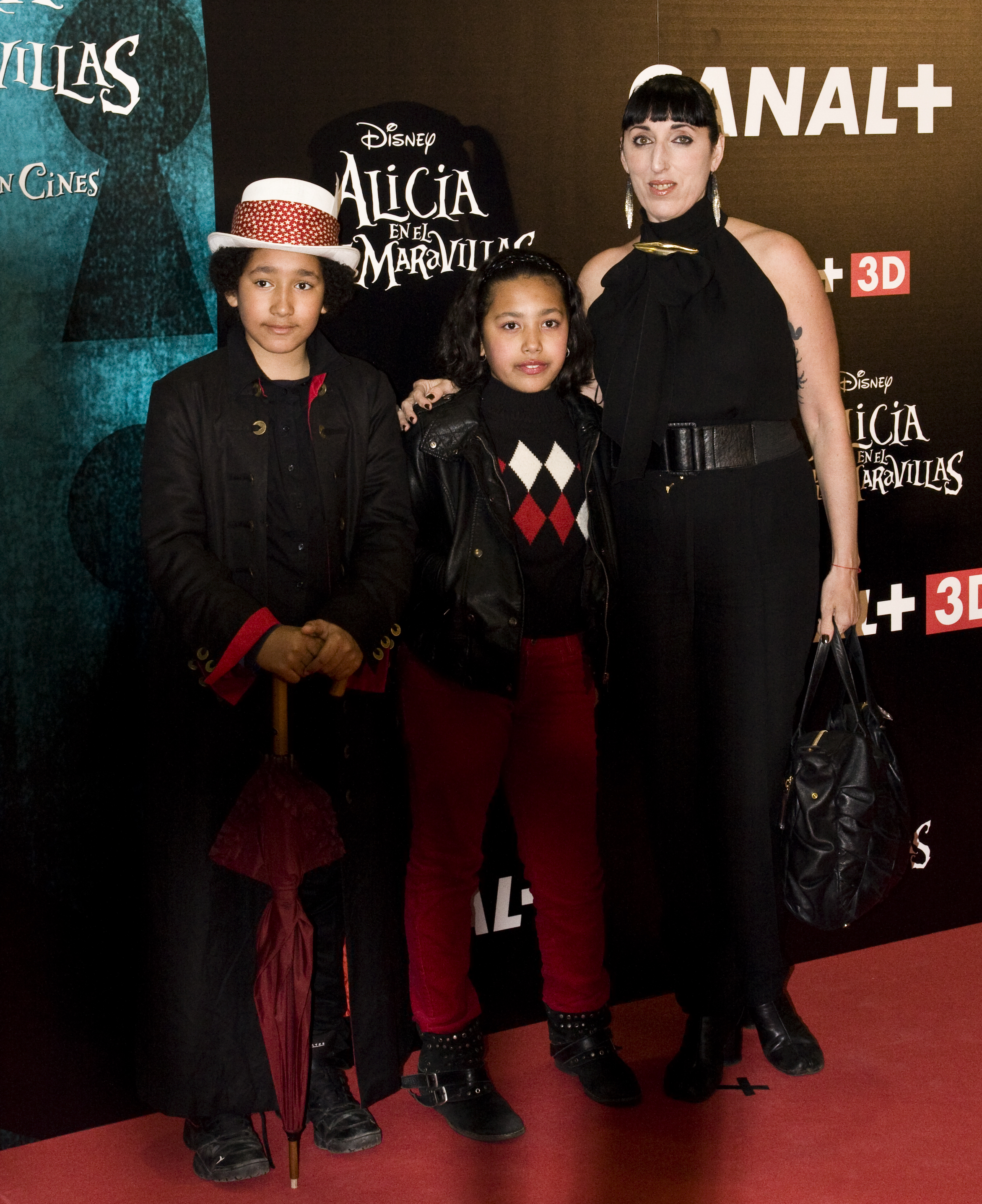
Rossy de Palma avec ses enfants en 2010.

Elle est la mère d'une fille et d'un garçon.

## Filmographie

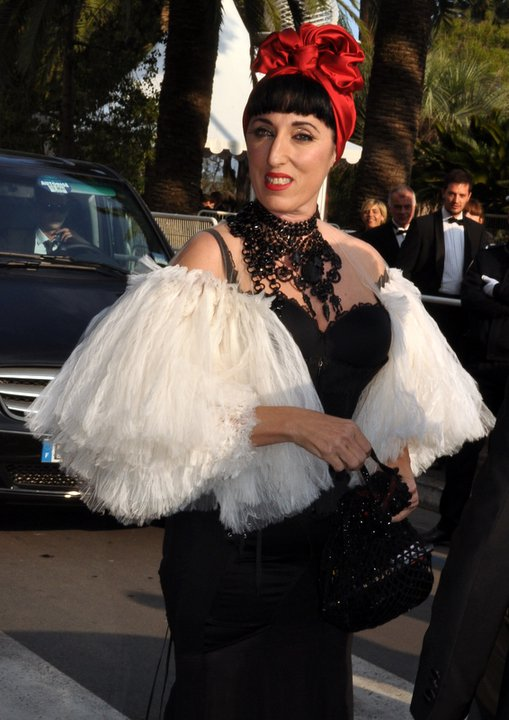
Rossy de Palma au Festival de Cannes 2011.

### Cinéma

#### Années 1980
- 1987 : La Loi du désir de Pedro Almodóvar : Rosy Von Donna
- 1988 : Femmes au bord de la crise de nerfs de Pedro Almodóvar : Marisa

#### Années 1990
- 1990 : Alcune signore per bene (it) de Bruno Gaburro : Julie Merriwether
- 1990 : Attache-moi ! de Pedro Almodóvar : la dealeuse en Vespa
- 1990 : Don Juan, mi querido fantasma (es) d'Antonio Mercero : Viuda de Prodini
- 1992 : Los gusanos no llevan bufanda de Javier Elorrieta (es) : la femme 2
- 1992 : Aquí, el que no corre... vuela (es) de Tito Fernández
- 1992 : Sam suffit de Virginie Thévenet : Chichi
- 1993 : Action mutante d'Álex de la Iglesia : l'invitée de luxe
- 1993 : Kika de Pedro Almodóvar : Juana
- 1994 : Chicken Park (en) de Jerry Calà : Necrophelia Addams
- 1994 : Fea de Dunia Ayaso et Félix Sabroso
- 1994 : Mejor no hables de Pedro Paz (ca) (court-métrage)
- 1994 : Prêt-à-porter de Robert Altman : Pilar
- 1995 : El porqué de las cosas (es) de Ventura Pons : la bibliothécaire
- 1995 : Le Cri de la lavande dans le champ de sauterelles de Marcello Cesena (it) : Myrna
- 1995 : La Fleur de mon secret de Pedro Almodóvar : Rosa
- 1996 : Metalmeccanico e parrucchiera in un turbine di sesso e di politica de Lina Wertmüller
- 1996 : Un cos al bosc (ca) de Joaquim Jordà : Teniente Cifuentes
- 1997 : Franchesca Page de Kelley Sane : Veronica
- 1997 : Airbag de Juanma Bajo Ulloa (es) : Carmiña
- 1998 : La Femme du cosmonaute de Jacques Monnet : Catherine
- 1998 : Hors jeu de Karim Dridi : Concepcion Alibera
- 1998 : Talk of Angels de Nick Hamm : Elena
- 1999 : La Fin de l'innocence sexuelle de Mike Figgis : la femme aveugle
- 1999 : Esa maldita costilla (en) de Juan José Jusid (en) : Margarita

#### Années 2000
- 2000 : Nag la bombe de Jean-Louis Milesi : Leïla
- 2000 : La Mule de Jean-Stéphane Sauvaire (court-métrage) : la Colombienne
- 2001 : L'Origine du monde de Jérôme Enrico : le Sphynx
- 2002 : Le Boulet d'Alain Berberian et Frédéric Forestier : Pauline Reggio
- 2003 : Laisse tes mains sur mes hanches de Chantal Lauby : Myriam Bardem
- 2004 : People de Fabien Onteniente : Pilar
- 2004 : Double Zéro de Gérard Pirès : le Monocle
- 2004 : Tu la conosci Claudia? (it) de Massimo Venier : Claudia
- 2005 : 20 Centimètres de Ramón Salazar : la Frio / Ice Box
- 2006 : Mes copines de Sylvie Ayme : la mère de Marie
- 2006 : Les Aristos de Charlotte de Turckheim : duchesse Maria de Malaga i Benidorm
- 2006 : La Edad ideal d'Ana Lozano (court-métrage)
- 2009 : Étreintes brisées de Pedro Almodóvar : Julieta
- 2009 : No pasaran d'Éric Martin et Emmanuel Caussé : Inès

#### Années 2010
- 2010 : Miss Tacuarembó de Martín Sastre : Patricia Peinado
- 2011 : Gigola de Laure Charpentier : Dominique
- 2012 : 30° Couleur de Lucien Jean-Baptiste : l'amie de Patrick
- 2013 : No sé si cortarme las venas o dejármelas largas de Manolo Caro: Lola/Manuela
- 2013 : Trois Mariages de trop de Javier Ruiz Caldera (es): Mónica
- 2014 : Jack et la Mécanique du cœur de Stéphane Berla et Mathias Malzieu : Luna (voix)
- 2014 : Une heure de tranquillité de Patrice Leconte : Maria, la femme de ménage
- 2015 : Graziella de Mehdi Charef : Graziella
- 2016 : Julieta de Pedro Almodóvar : Marian, gouvernante de la maison de Xoan
- 2017 : Madame d'Amanda Sthers : Maria
- 2017 : Toc Toc (es) de Vicente Villanueva (es) : Ana María
- 2018 : Brillantissime de Michèle Laroque : Charline
- 2018 : L'Homme qui tua Don Quichotte de Terry Gilliam : la femme du fermier
- 2019 : À cause des filles..? de Pascal Thomas : Artémis
- 2019 : Malgré tout de Gabriela Tagliavini : Ines
- 2019 : Tu me manques (es) de Rodrigo Bellot (es) : Rosaura
- 2019 : Mon frère chasse les dinosaures (Mio fratello rincorre i dinosauri) de Stefano Cipani : Zia
- 2019 : Los Rodríguez y el más allá (es) de Paco Arango (es) : docteur Pilar

#### Années 2020
- 2020 : Une sirène à Paris de Mathias Malzieu : Rossy
- 2021 : Mystère à Saint-Tropez de Nicolas Benamou : Carmen
- 2021 : Madres paralelas de Pedro Almodóvar : Elena
- 2022 : La Maison d'Anissa Bonnefont : Brigida
- 2022 : Rainbow de Paco Leon : la star modèle
- 2022 : Carmen de Benjamin Millepied : Masilda
- 2023 : Apaches de Romain Quirot : Sarah Bernhardt
- 2023 : 3 Jours max de Tarek Boudali : Alba Suarez
- 2024 : Paradis Paris de Marjane Satrapi : Dolorès
- 2024 : The Opera ! Arie per un'eclissi de Paolo Gep Cucco et Davide Livermore : Atropo
- 2025 : Lune de miel avec ma mère de Nicolas Cuche : Gloria
- 2025 : Dia de caza de Pedro Aguilera : Rosa

### Télévision
- 2011 : Le Monde à ses pieds (téléfilm) de Christian Faure : Caroline Fox
- 2015 : Anclados (es)[4] (série télévisée) sur Telecinco : Palmira
- 2017 : The White Princess (série télévisée), épisode 6 English Blood on English Soil d'Alex Kalymnios : Isabelle de Castille
- 2020 : Little Birds (série télévisée) : la comtesse Mandrax
- 2021 : Carrément craignos (mini-série télévisée) de Jean-Pascal Zadi : Héléna
- 2022 : Jusqu'à ce que le sort les sépare (Érase una vez... pero ya no) (série télévisée) : Mamen, narratrice
- 2023 : Escort Boys (série télévisée) (saison 1) de Ruben Alves : Mimi
- 2023 : La Mesías (série télévisée) de Javier Ambrossi et Javier Calvo : Laia Baró

### Clips
- 2012 : Variations de noir, vidéo-clip de la chanson de Benjamin Paulin.
- 2022 : Amour toujours, de Clara Luciani

## Émissions de télévision
- 2011 : Danse avec les stars (saison 1) sur TF1 : candidate
- 2018 : Bailando con las estrellas sur La1 (version espagnole de Danse avec les stars) : candidate
- 2021 : LOLː Si te ríes, pierdes (version espagnole de LOL : qui rit, sort !) : candidate
- 2022 : Planeta Calleja : candidate
- 2022 : MasterChef Celebrity 7 : jurée invitée
- 2023 : Drag Race France sur France 2 : jurée invitée

## Distinctions

### Nominations
- 1993 : Goya de la meilleure actrice dans un second rôle pour Kika
- 1995 : Goya de la meilleure actrice dans un second rôle pour La Fleur de mon secret

### Récompenses
- 2019 : médaille d'or du mérite des beaux-arts, décernée par le ministère de la Culture espagnol[10]
- Chevalier de l'ordre des Arts et des Lettres (2013)[11]